# Bohrskolen
Bohrskolen er en folkeskole i Esbjerg Kommune. Skolen er beliggende i den nordvestlige del af Esbjerg og består af tre afdelinger: Ådalskolen Bohr, Fourfeldtskolen Bohr og Vitaskolen Bohr.

## Afdelinger
Bohrskolen er en administrativ sammenlægning af 3 tidligere selvstændige skoler.
Ændringerne trådte i kraft ved starten af skoleåret 2015/2016 i august 2015 i forbindelse med de organisatoriske omlægninger af hele folkeskoleområdet i Esbjerg Kommune.

### Ådalskolen
Ådalskolen Bohr er beliggende i den vestlige del af Esbjerg i bydelen Sædding. Afdelingen har ca. 300 elever og har klasser fra 0. – 6. årgang fordelt på 2 spor. 

### Fourfeldtskolen
Fourfeldtskolen Bohr er beliggende i den vestlige del af Esbjerg i bydelen Fovrfeld. Afdelingen har ca. 750 elever og har klasser fra 0. – 9. årgang fordelt på 3 spor med undtagelse af 8, som er 4-sporet. 

### Vitaskolen
Vitaskolen Bohr er beliggende i den nordlige del af Esbjerg i bydelen Gjesing. Afdelingen har ca. 1200 elever og har klasser fra 0. – 6. årgang fordelt på 4 spor og fra 7. - 9. årgang fordelt på 8 spor. 

## Skolens navn
Skolen er opkaldt efter den nobelprisvindene videnskabsmand Niels Bohr og er den eneste skole i Danmark som hedder således.